# Irene Merryweather
Irene Merryweather é uma personagem ficcional, presente nas histórias em quadrinhos do Universo Marvel, publicadas pela Marvel Comics.
Irene era uma jornalista frustrada, que trabalhava em um tabloide nova-iorquino chamado Olho da Notícia. Seu maior sonho era conseguir um emprego no Clarim Diário. Porém, sua vida muda drasticamente quando seu editor pede-lhe para investigar a vida de Sebastian Shaw, um milionário excêntrico, esperando obter algum escândalo que pudesse ser publicado no folhetim. O que eles não sabiam porém, é que Shaw era o Rei Negro do Clube do Inferno.
Mesmo não tendo descoberto nada sobre o milionário, Irene sofre um atentado pelos guardas do Clube do Inferno, que matam todos da redação de seu jornal. A própria Irene só consegue sobreviver graças à chegada de Cable, que a convida para ser sua historiadora. Irene aceita a proposta, passando então a relatar a vida de Cable. Tendo contato com um mundo novo, Irene é logo contactada por  Askanis vindos do futuro, que referem-se a ela como A Historiadora, aquela que seria responsável por transmitir os fatos acontecidos no passado a milhares de leitores no futuro.